# JAPAN TOUR 2016 LAST VISUALIVE 最期ノ月 -LAST MOON-
『JAPAN TOUR 2016 LAST VISUALIVE 最期ノ月 -LAST MOON-』（ジャパン ツアー にせんじゅうろく ラストビジュアライブ さいごのつき ラスト ムーン）は、2017年3月14日に発売されたGACKTのライブ・ビデオ。

## 解説
- Loppi・HMV限定販売。DVDとBlu-rayの通常盤とプレミアムエディションの計4形態で発売された[1][2]。
- コンセプトツアー『GACKT WORLD TOUR 2016 LAST VISUALIVE 最期ノ月 -LAST MOON- supported by Nestlé』のうち、2016年7月2日のさいたまスーパーアリーナ公演のライブの映像が収録されている。
- 先行受付特典として、限定ポストカードが封入されているほか、それぞれのプレミアムエディションには、特別仕様パッケージ&歌詞ブックレットが付属されているほか、ツアー本編には「GACKTとツアーメンバー等による座談会副音声」(聞き手：赤木まみ)が収録されている。また、DISC 1には特典映像として「神威♂楽園」の映像の未収録部分が収録されている。
- 8枚目のアルバム『LAST MOON』およびコンピレーション・アルバム『GACKT WORLD TOUR 2016 LAST VISUALIVE 最期ノ月 -LAST MOON-』に収録されている楽曲は全て演奏されたが、27枚目のシングル「RETURNER 〜闇の終焉〜」と、第1部と第2部の間に投影されていた映像はカットされている。

## 収録曲

### DISC 1
1. Prologue -決断ノ刻-
オリジナル映像が投影されている。
2. ARROW
3. 花も散ゆ
キーを半音下げての演奏。
4. RIDE OR DIE
曲の終わりに花火が打ち上げられる。
5. 暁月夜 -DAY BREAKERS-
1番は全てGACKTのアカペラのみでの演奏。2番から本来のバンドサウンドに戻る。
6. 泡沫の夢
ここから第2部。第2部のすべての楽曲でダンサーが参加。
『Gackt Live Tour 2004 THE SIXTH DAY & THE SEVENTH NIGHT』以来、12年ぶりの演奏。
7. 斬 〜ZAN〜
GACKT名義では初披露(YELLOW FRIED CHICKENz名義を含めると『GACKT YELLOW FRIED CHICKENz 煌☆雄兎狐塾 〜男女混欲美濡戯祭〜』以来、約6年ぶりの演奏)。「斬!」という歌詞と同時に炎が上がる演出がなされる。
8. 傀儡が如く
原曲よりもアップテンポなアレンジとなっている。
9. 揺籃歌 -LULLING-
10. Interlude -神威ノ園-
神威学園の映像が投影されている。
11. ONE MORE KISS
「花も散ゆ」と同様に、キーを半音下げての演奏。
12. MIRROR
今ツアーから曲の最後にも掛け合いをするようになった。なお、キーは前回と同じ。

### DISC 2
1. MC
2. U+K
アレンジの仕方は前回と同じ。
3. 舞哈BABY!! -WooHa-
ここからダンサーが参加。
4. 恋のFRIDAY!!!
上手と下手に分かれて歌詞の一部を掛け合いする形がとられている。また、ラストサビ突入と同時に銀テープを飛ばす演出がなされる。曲の終わりにMCが入る。
5. キミだけのボクでいるから
6. P.S. I LOVE U
7. Epilogue -最期ノ月-
「Prologue -決断ノ刻-」と同様に、オリジナル映像が投影されている。
8. 雪月花 -The end of silence-
9. Finale -追憶ノ夢-
クレジットの場面。

### プレミアムエディション限定 DISC 3
1. Making of LAST VISUALIVE